# Maisonnay
Maisonnay is een gemeente in het Franse departement Deux-Sèvres (regio Nouvelle-Aquitaine) en telt 286 inwoners (1999). De plaats maakt deel uit van het arrondissement Niort.

## Geografie
De oppervlakte van Maisonnay bedraagt 5,2 km², de bevolkingsdichtheid is 55,0 inwoners per km².
De onderstaande kaart toont de ligging van Maisonnay met de belangrijkste infrastructuur en aangrenzende gemeenten.

## Demografie
Onderstaande figuur toont het verloop van het inwonertal (bron: INSEE-tellingen).